# Санта-Рита (Мараньян)

Санта-Рита на карте штата.

Санта-Рита (порт. Santa Rita) — муниципалитет в Бразилии, входит в штат Мараньян. Составная часть мезорегиона Север штата Мараньян. Входит в экономико-статистический микрорегион Розариу. Население составляет 32 366 человек на 2010 год. Занимает площадь 706,385 км². Плотность населения — 45,82 чел./км².

## Демография
Согласно сведениям, собранным в ходе переписи 2010 г. Национальным институтом географии и статистики (IBGE), население муниципалитета составляет:
| Полное население                               | Полное население                               | Полное население                               | Полное население                               | 32 366 |
| ---------------------------------------------- | ---------------------------------------------- | ---------------------------------------------- | ---------------------------------------------- | ------ |
| в том числе:                                   | Городское население                            | 14 915                                         | Процент городского населения, %                | 46,08  |
|                                                | Сельское население                             | 17 451                                         | Процент сельского населения, %                 | 53,92  |
|                                                | Мужское население                              | 16 326                                         | Процент мужского населения, %                  | 50,44  |
|                                                | Женское население                              | 16 040                                         | Процент женского населения, %                  | 49,56  |
| Плотность населения, чел/км²                   | Плотность населения, чел/км²                   | Плотность населения, чел/км²                   | Плотность населения, чел/км²                   | 45,82  |
| Население муниципалитета в % к населению штата | Население муниципалитета в % к населению штата | Население муниципалитета в % к населению штата | Население муниципалитета в % к населению штата | 0,49   |

По данным оценки 2016 года, население муниципалитета составляет 35 980 жителей.
Праздник города — 2 декабря.

## История
Город основан 2 декабря 1964 года. 

## Статистика
- Валовой внутренний продукт на 2003 год составляет 24 735 879,00 реалов (данные: Бразильский институт географии и статистики).
- Валовой внутренний продукт на душу населения на 2003 год составляет 1034,67 реала (данные: Бразильский институт географии и статистики).
- Индекс развития человеческого потенциала на 2000 год составляет 0,592 (данные: Программа развития ООН).